# Janick Gers
Janick Gers   (Hartlepool, 27 de gener de 1957), és un dels tres guitarristes del grup britànic de heavy metal Iron Maiden, molt identificat amb els sons de l'antic rock dels 80.

## Carrera
Abans d'unir-se a la Donzella de Ferro, va ser el guitarrista principal de la banda White Spirit. Després va fer part de la banda Gillan, al costat del vocalista de Deep Purple Ian Gillan. Després de desfer-se aquest projecte, va estar en diversos grups fins que va tocar la guitarra a Tattooed Millionaire, el primer àlbum en solitari del cantant d'Iron Maiden Bruce Dickinson. Mentre estava gravant aquest disc, va acceptar una oferta per tocar a Iron Maiden en substitució d'Adrian Smith, que va abandonar el grup per dur a terme els seus altres projectes.

## Estil
Destaca pels seus solos ràpids i agressius, a més de ser un excel·lent compositor. Gers és molt estimat pel públic pel seu carisma sobre l'escenari. La seva influència principal és Ritchie Blackmore (antic guitarrista de Deep Purple i Rainbow, actual Blackmore's Night), com s'aprecia, a més en la forma de tocar, en els seus continus balls i poses divertides sobre l'escenari. Els esmentats moviments, li van portar una vegada a l'hospital inconscient per una forta caiguda en un concert en directe a Alemanya durant la gira de l'àlbum Brave New World.

## Discografia

### White Spirit
- White Spirit (àlbum)
- Midnight Chaser (single)
- Back to the Hrind (single)

### Gillan
- Double trouble
- Magic

### Gogmagog
- I will be there (maxi)

### Fish
- Vigil in a Wilderness of Mirrors

### Bruce Dickinson
- Tattooed Millionaire

### Iron Maiden
- No Prayer for the Dying (1990)
- Fear of the Dark (1992)
- A Real Live/Dead One (1993)
- The X Factor (1995)
- Virtual XI (1998)
- Ed Hunter (1999)
- Brave New World (2000)
- Rock In Rio (2002)
- Dance of Death (2003)
- Death on the Road (2005)
- A Matter of Life and Death (2006)